# 道の駅宇目
道の駅宇目（みちのえき うめ）は、大分県佐伯市にある国道326号の道の駅である。

## 施設
- 駐車場
  - 普通車：138台
  - 大型車：12台
  - 身障者用：5台
- トイレ
  - 男：大 4器（2器）、小 8器（4器）
  - 女：6器（4器）
  - 身障者用：1器（1器）

※（）内は、24時間利用可能
- 公衆電話
- 公衆FAX
- 売店、レストラン「レストハウスうめりあ」 (8:30 - 18:00)
- 情報コーナー
- 自動販売機
- キャンプ場 うめ家族キャンプ場（バンガロー17棟 ログハウス1棟など）

## 休館日
- 年中無休

## アクセス
- 国道326号 - 登録路線

かつては大分と延岡を結ぶ特急バスわかあゆ号のバス停（道の駅宇目停留所）が存在したが、路線が休止となり現在は停留所が撤去されている。また当路線は道の駅宇目で乗客開放休憩を行っていた。

## 周辺

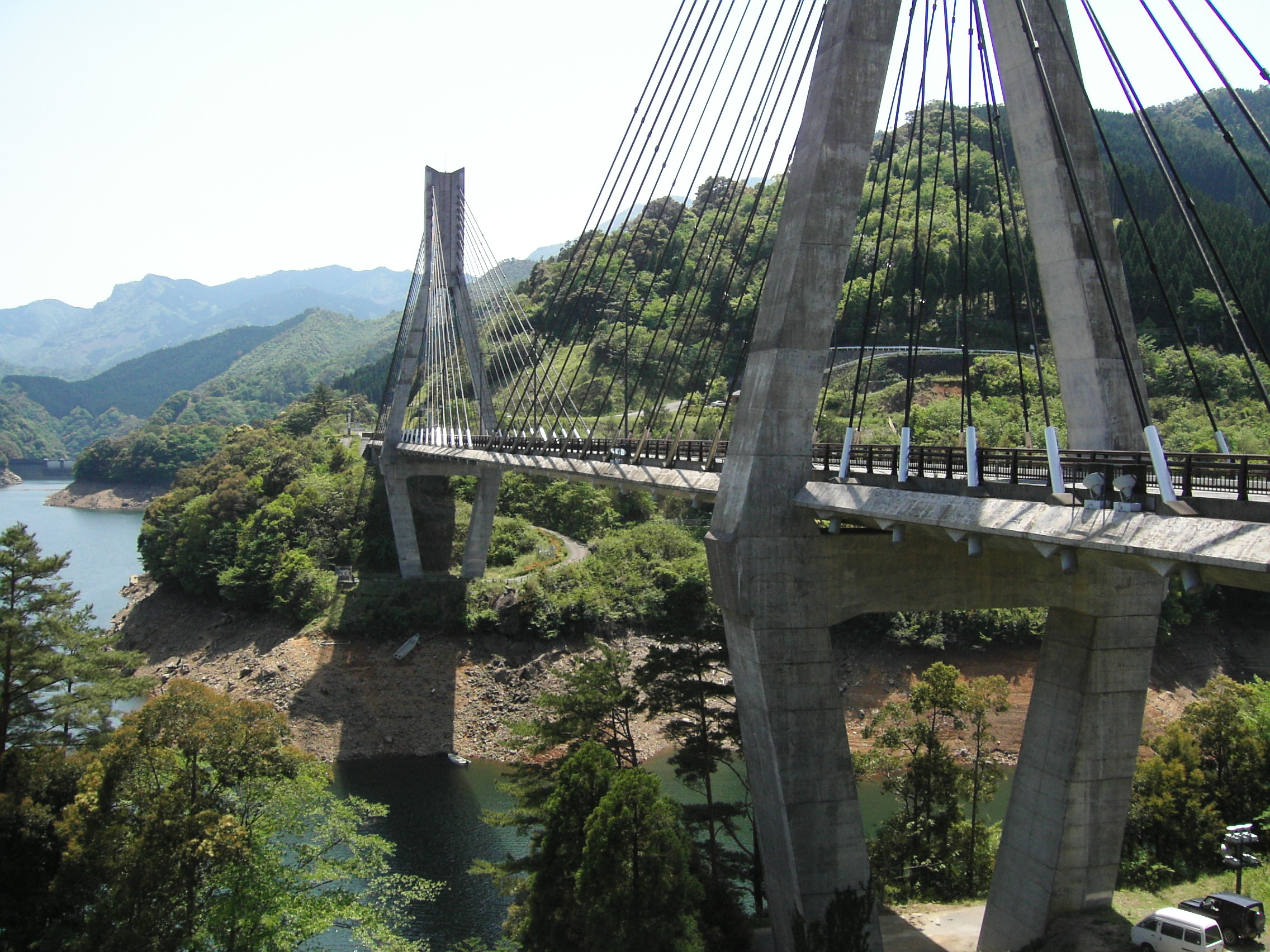
唄げんか大橋（2004年4月）

- 北川ダム
- 唄げんか大橋